# نهر جوروا
نهر جوروا (البرتغالية Rio Juruá ؛ الإسبانية Río Yurúa ) هو نهر رافد جنوب نهر الأمازون وغرب نهر بوروس، حيث يتشارك مع قاع منخفض الأمازون الداخلي الهائل، مع كل خصائص بوروس فيما يتعلق بالانحناء والتباطؤ والسمات العامة للمناطق الحرجية المنخفضة ونصف الفيضانات التي تجتازها.
بالنسبة لمعظم طوله، يتدفق النهر عبر منطقة بوروس فارزيا الإيكولوجية. وهو محاط بغابات جوروا-بوروس الرطبة . ترتفع بين مرتفعات أوكايالي ، وهي صالحة للملاحة دون عائق لمسافة 1,133 ميل (1,823 كـم) فوق تقاطعها مع الأمازون. ويبلغ طوله الإجمالي حوالي 1,500 ميل (2,400 كـم) ، وهي واحدة من أطول روافد الأمازون.
تقع 251,577 هكتار (621,660 أكر) محمية ميدو جوروا الاستخراجية، التي تم إنشاؤها عام 1997 ، على 251,577 هكتار (621,660 أكر) على الضفة اليسرى من النهر حيث تتعثر في الاتجاه الشمالي الشرقي عبر بلدية كراواري . يشكل نهر جوروا الحدود الأدنى الغربية من 187,982 هكتار (464,510 أكر) محمية بايكسو جوروا، التي تم إنشاؤها في عام 2001. منذ عام 2018 ، تم تعيين الجزء السفلي من النهر في البرازيل كموقع رامسار محمي.